# Шарапова (деревня)
Шарапова — деревня в Свердловской области России, входит в Ирбитское муниципальное образование. 

## Географическое положение
Деревня Шарапова расположена в 42 километрах (по дороге в 47 километрах) к юго-западу от города Ирбита, на обоих берегах реки Ляги (правого притока реки Ирбит), в 1,5 километрах выше устья.

## История
В 1977 году к деревне была присоединена слившаяся с ней деревня Фоминцева.

## Население
| 2002 | 2010 | 2021 |
| ---- | ---- | ---- |
| 130  | ↘102 | ↗137 |